# 范世京
范世京（？—？），字延祖，蘇州長洲縣（今江蘇省蘇州市）人。北宋秀州海鹽縣知縣。享年四十一歲。其父為北宋侍御史范師道，范世京有一兄弟范世亮，皆為進士。
范世京為北宋宋仁宗趙禎皇祐五年（即公元1053年）進士，上任後為應天府柘城縣主簿及和州歷陽縣令，時為其父范師道出守兩浙，范師道急切走向范世京，說：「我和家人相聚時間少，侍奉天子日子多，還怎能忍受多年失去子女早晚問安？」。
嘉祐八年（即公元1063年）范師道去世，范世京回鄉扶喪，不梳洗不穿鞋襪，晝夜哀號不絕，路過的人無不悲痛。守喪三年後轉任秀州海鹽知縣，管治其間勸民守六行及從事農業，其名聲震動了整個浙右。
宋神宗趙頊上任後，趙頊對北宋積貧積弱深感憂心，而趙頊素來都欣賞王安石的才幹，故即位後命王安石推行變法，振興北宋王朝，是為王安石變法（又稱熙寧變法）。亦因此原故被召為湖北廣惠倉管勾，但因意見不合辭退此職位，歸回海鹽縣。海鹽縣市民知道後，歡天喜地鼓舞聲動。
後來因患病辭官，退休前被封官至秘書丞，回鄉後與樂圃先生朱長文私交甚篤。范世京藏於家中有文集若干卷。終年四十一歲。